# Banine
Banine   (Bakú, 18 de desembre de 1905 - París, 23 d'octubre de 1992) pseudònim d'Umm-El-Banine Assadoulaeff (Umm El-Banu Äsâdullayeva) (en àzeri: Əsədullayeva Ümmülbanu Mirzə qızı) fou una escriptora francesa d'ascendència àzeri, neta dels multimilionaris àzeris: Chamsy Assadoulaeff i Musa Nagieff.
Nascuda a Bakú, era la quarta filla de Mirza Assadoulaeff i Umm El-Banu Nagieff. Son pare fou ministre en l'efímera primera República Democràtica de l'Azerbaidjan (des. 1918 - abril 1920). Fugí de l'Azerbaidjan soviètic (República Federal Socialista Soviètica de Transcaucàsia) i passà per Istanbul, on deixà el seu marit, amb qui s'havia casat per força als quinze anys.
Més tard s'establí a París, on va treballar com a venedora en una botiga i model d'alta costura, sense deixar els estudis. Després feu traduccions, articles periodístics i programes radiofònics en francès, i començà a ser coneguda en cercles literaris, sobretot entre la intel·lectualitat russa emigrada. Entre els seus coneguts estaven Nikolai Berdiàiev, Lev Shestov, Vladimir Lossky, Marina Tsvetàieva, Constantin Balmont, Ivan Severianine, etc. Montherlant, Kazantzakis i Malraux, entre d'altres, l'animaren a escriure.
Fou molt amiga i «ambaixadora de Jünger a França», escriptor a qui conegué en la Segona Guerra Mundial a París i a qui dedicà tres llibres. Ivan Punin parlà també de la seua conversió de l'islam al catolicisme.
Banine dedicà la seua vida al fet que es conegués la cultura i història àzeris a França i Europa. Els seus llibres més coneguts són Jours caucasiens i Jours parisiens.

## Obra
- Nami, Gallimard, 1942.
- Jours caucasiens, Julliard, 1946.
- Jours parisiens, Julliard, 1947, Gris Banal, 2003.
- Rencontres avec Ernst Jünger, Julliard, 1951.
- J'ai choisi l'opium, Stock, 1959.
- Après, Estoc, 1962.
- La France étrangère, S.O.S Desclée de Brouwer, 1968.
- L'appel de la dernière chance, S.O.S, 1971.
- Portrait d'Ernst Jünger: lettres, textes, rencontres, La Table Ronde, 1971.
- Ernst Jünger aux faces multiples, Lausanne, éditions L'Âge d'Homme, 1989.
- Ce que Marie m’a raconté: le dit de la Servante Marie, Cahier Bleu, 1991.